# Élection présidentielle américaine de 2020 dans le Vermont
L'élection présidentielle américaine de 2020, cinquante-neuvième élection présidentielle américaine depuis 1788, a lieu le 3 novembre 2020 et conduira à la désignation du quarante-sixième président des États-Unis.
Dans le Vermont, les démocrates l'emportent avec Joe Biden.

## Résultats des élections dans le Vermont (3H00 heure de Paris)
| Candidat présidentiel | Vice-président   | Parti politique | Vote populaire | Pourcentage | Vote électoral |
| --------------------- | ---------------- | --------------- | -------------- | ----------- | -------------- |
| Joe Biden             | Kamala Harris    | Démocrates      | 242 820        | 66,1 %      | 3              |
| Donald J. Trump       | Michael R. Pence | Républicains    | 112 704        | 30,7 %      | 0              |
| Jo Jorgensen          | Spike Cohen      | Libertarien     | 3 608          | 1%          | 0              |
| Howie Hawkins         | Angela Walker    | Verts           | 1942           | 0,5 %       | 0              |
| Autres                | /                | /               | /              | /           | 0              |

## Analyse
|                                                   | Comté(s) | Pourcentage |
| ------------------------------------------------- | -------- | ----------- |
| Comté le plus démocrate                           |          |             |
| Comté le moins démocrate                          |          |             |
| Comté le plus républicain                         |          |             |
| Comté le moins républicain                        |          |             |
| Comté(s) démocrate en 2016 et républicain en 2020 |          |             |
| Comté(s) républicain en 2016 et démocrate en 2020 |          |             |